# Mithila (bướm đêm)
Mithila  là một chi bướm đêm thuộc họ Erebidae.